# Río Pepirí Guazú
El río Pepirí Guazú (en portugués Pepiri-Guaçu) es un curso de agua sudamericano que hace de frontera entre la provincia de Misiones, Argentina y el estado de Santa Catarina, Brasil en todo su curso.
Nace en la Sierra de Misiones sobre las ciudades de Bernardo de Irigoyen y Dionísio Cerqueira, y se dirige con rumbo sur hasta desembocar en el río Uruguay pocos kilómetros antes de los saltos del Moconá, presentando gran cantidad de meandros a lo largo de todo su trayecto. 
Una particularidad de este río es que separa dos paisajes totalmente diferentes: del lado argentino aún se puede apreciar el ecosistema de la selva paranaense protegida por la Reserva de la Biosfera Yabotí y del lado brasileño esta ha sido talada encontrándose el paisaje totalmente antropizado con presencia de campos de cultivo dedicados a la agricultura.
Sus principales afluentes son los arroyos Los Hermanos y Toro del lado argentino y el río das Flores del lado brasileño. A lo largo de su curso se encuentran las cascadas del Gran Salto Macora, el salto de la Marca, el salto Leicao, el salto Valiente y las correderas Macacos Blancos.